# Championnat du Vanuatu de football 2019
Navigation
Édition précédente Édition suivante
La saison 2019 du Championnat du Vanuatu de football est la 12e édition du championnat national, appelé la National Soccer League. La compétition permet de confronter les meilleures équipes des différentes provinces de l'archipel, afin de déterminer les représentants du Vanuatu en Ligue des champions de l'OFC.
La compétition conserve le même format que la saison précédente, avec un fonctionnement en plusieurs phases :
- Les clubs de la province de Port-Vila continuent à s'affronter entre eux, au sein du championnat local, la Premia Divisen, en matchs aller-retour. Le vainqueur de la phase régulière est sacré champion, et les quatre premiers se qualifient pour le Top 4, qui détermine la formation de Port-Vila à la fois qualifiée pour la Ligue des champions, mais aussi pour la finale nationale.
- Une autre compétition, la National Soccer League, regroupe les champions des autres provinces du pays au sein d'une poule unique où ils s'affrontent une fois. Comme pour la compétition de Port-Vila, le vainqueur se qualifie à la fois pour la Ligue des champions et pour la finale nationale.
- La finale nationale voit s'affronter la meilleure formation issue de la Ligue de Port-Vila et celle issue des autres provinces sur un seul match, disputé sur terrain neutre.

C'est la formation de Malampa Revivors FC qui remporte la compétition nationale après avoir battu l'un des clubs promus en Premia Divisen, ABM Galaxy Football Club. C'est le premier titre de l'histoire du club. 

## Compétition

### Ligue de football de Port-Vila

#### Participants
- Amicale Football Club
- Tafea FC
- Erakor Golden Star
- Tupuji Imere FC
- Yatel FC - Promu de D2
- ABM Galaxy Football Club - Promu de D2
- Ifira Black Bird FC
- Shepherds United FC

#### Résultats
Le classement est établi sur le barème de points classique (victoire à 3 points, match nul à 1, défaite à 0). 
| Rang | Équipe                    | Pts | J  | G | N | P  | Bp | Bc | Diff |  | Résultats (▼ dom., ► ext.) | Taf  | Gal | Era | Ami | Ifi | Tup | She | Yat |
| ---- | ------------------------- | --- | -- | - | - | -- | -- | -- | ---- |  | -------------------------- | ---- | --- | --- | --- | --- | --- | --- | --- |
| 1    | Tafea FC                  | 30  | 14 | 9 | 3 | 2  | 31 | 11 | +20  |  | Tafea FC                   |      | 3-2 | 5-0 | 2-2 | 3-0 | 4-1 | 1-0 | 4-1 |
| 2    | ABM Galaxy Football ClubP | 27  | 14 | 8 | 3 | 3  | 33 | 16 | +17  |  | ABM Galaxy Football ClubP  | 2-1  |     | 2-3 | 4-1 | 2-0 | 5-0 | 4-3 | 2-2 |
| 3    | Erakor Golden StarT       | 25  | 14 | 7 | 4 | 3  | 25 | 17 | +8   |  | Erakor Golden StarT        | 2-1  | 1-0 |     | 2-1 | 1-1 | 0-0 | 1-1 | 3-1 |
| 4    | Amicale Football Club     | 25  | 14 | 7 | 4 | 3  | 36 | 24 | +12  |  | Amicale Football Club      | 0-0  | 1-3 | 1-1 |     | 6-1 | 6-1 | 4-1 | 3-1 |
| 5    | Ifira Black Bird FC-1     | 19  | 14 | 5 | 5 | 4  | 17 | 22 | -5   |  | Ifira Black Bird FC-1      | 0-0  | 0-0 | 1-0 | 3-3 |     | 3-1 | 1-0 | 2-0 |
| 6    | Tupuji Imere FC           | 12  | 14 | 3 | 3 | 8  | 18 | 34 | -16  |  | Tupuji Imere FC            | 0-1  | --+ | 0-6 | 1-2 | 4-1 |     | 3-2 | 2-2 |
| 7    | Shepherds United FC       | 8   | 14 | 1 | 5 | 8  | 18 | 32 | -14  |  | Shepherds United FC        | 1-3  | 1-1 | 0-5 | 2-3 | 1-1 | 1-1 |     | 3-2 |
| 8    | Yatel FCP                 | 6   | 14 | 1 | 3 | 10 | 18 | 48 | -30  |  | Yatel FCP                  | 0-11 | 0-6 | 3-0 | 2-3 | 1-3 | 1-4 | 2-2 |     |

|  | Qualification pour le Top 4                      |
|  | Participation au barrage de promotion-relégation |
|  | Relégation directe en Fes Divisen                |
|  | P : Promu de Fes Divisen                         |

- Ifira Black Bird FC reçoit une pénalité d'un point pour avoir aligné un joueur non qualifié lors de la 2e journée.
- Le score de la rencontre Tupuji Imere FC/ABM Galaxy Football Club n'est pas connu, seule la victoire de Galaxy est avérée.

#### Top 4
|  | Demi-finales  | Demi-finales             | Demi-finales  |  |   | Barrage                  | Barrage       | Barrage       |   |                          | Grande finale | Grande finale | Grande finale |
|  |               |                          |               |  |   |                          |               |               |   |                          |               |               |               |
|  | 22 avril 2019 |                          |               |  |   |                          |               |               |   |                          |               |               |               |
|  | 1             | Tafea FC                 | 3             |  |   |                          |               |               |   |                          | 1er mai 2019  | 1er mai 2019  | 1er mai 2019  |
|  | 2             | ABM Galaxy Football Club | 0             |  |   | 27 avril 2019            | 27 avril 2019 | 27 avril 2019 |   |                          | 1             | Tafea FC      | 1             |
|  |               |                          |               |  | 2 | ABM Galaxy Football Club | 5             |               | 2 | ABM Galaxy Football Club | 2             |               |               |
|  | 22 avril 2019 | 22 avril 2019            | 22 avril 2019 |  | 4 | Amicale FC               | 1             |               |   |                          |               |               |               |
|  | 3             | Erakor Golden Star       | 1             |  |   |                          |               |               |   |                          |               |               |               |
|  | 4             | Amicale FC               | 2             |  |   |                          |               |               |   |                          |               |               |               |

### National Soccer League

#### Participants
- Fenua Temanu Bakou FC - Représentant de la province de Shefa
- Eastern Nesia FC
- Malampa Revivors FC - Représentant de la ville de Luganville
- Vaum United FC - Représentant de la ville de Luganville

#### Résultats
Toutes les rencontres ont eu lieu au Stade Korman de Port-Vila.

##### Demi-finales
| Équipe 1              | Résultat      | Équipe 2         |
| --------------------- | ------------- | ---------------- |
| Fenua Temanu Bakou FC | 2 - 2 4-3 tab | Vaum United FC   |
| Malampa Revivors FC   | 3 - 0         | Eastern Nesia FC |

##### Finale
| Équipe 1            | Résultat | Équipe 2               |
| ------------------- | -------- | ---------------------- |
| Malampa Revivors FC | 2 - 1    | Fenua Temanu Bakou FCC |

### Club Championship Final
| 29 juin 2019 | ABM Galaxy Football Club | 1 - 3 | Malampa Revivors FC | Stade Korman, Port-Vila |  |
|              |                          |       |                     |                         |  |

## Bilan de la saison
| Championnat du Vanuatu de football 2019 |                                 |
| Champion                                | Malampa Revivors FC (1er titre) |
| Qualifications continentales            |                                 |
| Ligue des champions de l'OFC 2020       | Malampa Revivors FC             |
| Ligue des champions de l'OFC 2020       | ABM Galaxy Football Club        |
| Promotions et relégations               |                                 |
| Promus en PVFA Lik Premia Divisen       | Sia-Raga FC                     |
| Promus en PVFA Lik Premia Divisen       | Mauwia FC                       |
| Relégués en PVFA Lik Fes Divisien       | Yatel FC                        |
| Relégués en PVFA Lik Fes Divisien       | Shepherds United FC             |